# Моленбюрт (Лейден)
Моленбюрт (нід. Molenbuurt) — дільниця у нідерландському місті Лейден. Розташована в адміністративному районі Бінненстад-Норд, межує з дільницями Д'Ауде Морс (на заході, межа пролягає по площі Ньїве-Бестенмаркт), Де Камп (на півдні, відокремлюється каналом Ауде-Вест), Нордвест (на сході, відокремлюється річкою Маре) і Маредейкбюрт (на півночі, відокремлюється каналом Рейнсбургерсінгел). Назва дільниці походить від вітряка (нід. molen) De Valk, розташованого на території дільниці, на березі каналу Рейнсбургерсінгел.

## Історія
До кінця XVI століття цей район був слабо заселений і не входив до складу Лейдена. Під час Нідерландської революції почалася хвиля еміграції до Нідерландів протестантів із сусідніх католицьких країн, зокрема, Південних Нідерландів та Франції. Перша група переселенців прибула до Лейдена 1577 року, а вже 1611 року утворився новий житловий район, включений до меж міста. Переселенці були переважно ткачами, що зумовило зростання і подальший розвиток текстильної промисловості в Лейдені. 1640 року на каналі Ауде-Вест міський архітектор Арент ван Гравесанде збудував так званий будинок Laeken-Halle (укр. «Будинок тканин») — штаб-квартиру міської гільдії ткачів і основне місце торгівлі тканинами та одягом. З 1874 року тут розташований Міський музей «Лакенхал».
У першій половині XVII століття цей район почали заселяти також кальвіністи-біженці з Німеччині. 1644 року вони збудували тут Віфлеємську церкву (нід. Betlehemskerk), в якій до 1744 року богослужіння проводилися німецькою мовою.
Наприкінці XIX століття, через значний підйом торгівлі худобою, ринок худоби розширив свою територію з площ Бестенмаркт і Ньїве-Бестенмаркт на північ. На межі століть були зруйновані будинки біля вітряка De Valk і утворилася нова торгова площа — Ламмермаркт, яка з 1907 року стала частиною ринку худоби, який внаслідок цього набув статусу одного з найбільших в Нідерландах.

## Демографія та забудова
Станом на 2013 рік на території дільниці мешкало 515 осіб, з яких 225 чоловіків і 290 жінок. Серед мешканців дільниці переважає молодь — на 2013 рік 39% місцевих жителів були у віці від 15 до 24 років, 35% — від 25 до 44 років. За національністю переважають голландці, наступною демографічною групою є іммігранти з інших європейських країн, зокрема, Польщі — 16%. 9% мешканців — іммігранти з неєвропейських країн, зокрема, Суринаму і Антильських островів.
На території дільниці нема жодної будівлі, зведеної після 2000 року.

## Транспорт
Через площу Ньїве-Бестенмаркт проходить більшість автобусних маршрутів Лейдена. Автобуси № 6 і № 56 проходять також через площу Ламмермаркт далі на схід, до дільниці Нордвест.
5 січня 2015 року на площі Ламмермаркт почалося будівництво підземної автостоянки, яке має закінчитися до початку 2017 року. Цей підземний гараж матиме 6 підземних поверхів, 525 паркувальних місць, а за глибиною (22 метри) — буде найглибшим у Нідерландах.

## Культура
На території дільниці розташовані два міських музеї — музей вітряків та музей «Лакенхал», а також культурно-мистецький центр «Схелтема Комплекс». На площі Ламмермаркт, до початку спорудження підземної автостоянки, проводилися численні ярмарки, концерти та народні гуляння, зокрема, встановлювались атракціони на міські свята та свято 3 жовтня.

## Пам'ятки історії та архітектури

### Національні пам'ятки
- Будинки № 2 (XIX ст.), 6 , 8, 14, 16 (кін. XVIII ст.), 18 (поч. XIX ст.), 24, 26, 28 (2-га пол. XVIII ст.), 46, 50-52, 54 (XVIII ст.), 58 (1-ша пол. XVII ст.), 60 (сер. XVIII ст.), 64 (XVIII ст.), 66 (XIX ст.), 68 (поч. XVIII ст.), 70 (XVIII ст.) по вулиці Ауде Сінгел.
- Будівля гільдії ткачів (Ауде Сінгел, № 30-32), зведена 1640 року архітектором Арентом ван Гравесанде.
- Віфлеємська церква (Ламмермаркт, № 57), зведена 1644 року і перебудована 1898 року.
- Будівля ткацької фабрики «NV fabriek van Wollen Dekens v/h J. Scheltema Jzn.» (Марктстеег, № 1), зведена близько 1880 року.
- Будинки № 17, 19 (XVIII ст.) і 21 (1865 р.) на набережній Ньїве-Маре.

### Місцеві пам'ятки
- Будинки № 10 (XVII ст.), 20 (1900–1905 рр.), 42 (XVII ст.), 48, 56 (XIX ст.), 62 (XVII ст., перебудова — 1876 р.) по вулиці Ауде Сінгел.
- Будинки № 1-5 (1908 р.), 39 (XVII ст.), 41, 47, 49, 53, 55 (XIX ст.), 59 (1904 р.), 61, 63 (XVII–XIX ст.) по вулиці Ламмермаркт.
- Будинки № 2 (XIX ст.), 8 (бл. 1850 р.), 10 (1886 р.) у провулку Марктстег — колишні фабричні будівлі.
- Будинки № 1 (2-га пол. XIX ст.), 21 (бл. 1915 р.), 23 (1905–1910 рр.) на площі Ньїве-Бестенмаркт.
- Будинки № 3, 5 (кін. XIX ст.), 7-9, 11, 13 (1-ша пол. XVII ст.), 15 (XIX ст.), 23, 25 (кін. XIX ст.), 27 (XVII–XIX ст.) на набережній Ньїве-Маре.

### Пам'ятники та меморіали
У сквері Нордерплатсун, біля вітряка De Valk, стоїть меморіал на честь звільнення Лейдена від нацистів. Його відкрив 4 травня 1957 року (у річницю дня звільнення) тогочасний мер Ван Кінсхот (нід. Van Kinschot). Автором меморіалу був Пітер Старревельд (нід. Pieter Starreveld).
На будинку № 68 по набережній Ауде Сінгел 12 червня 2010 року встановлено меморіальну дошку на честь Якоба Бейлевельда і його сина, також Якоба, представників родини Бейлевельд, що мешкала у цьому будинку у XVIII–XIX століттях. Якоб Бейлевельд-старший (1716–1791) був багатим лейденським купцем, очолював гільдію ткачів. Треба зазначити, що за даними міського архіву він помер між 28 травня і 4 червня 1791 року, а дата його смерті на меморіальній дошці вказана неправильно. Син Якоба, Якоб Бейлевельд-молодший (1761–1814) був фабрикантом, виробником тканин і одягу, членом міської ради, а також очолював міську міліцію.

## Урбаноніми
| Назва             | Оригінал (нід.)     | Тип       | Координати                                                               | Походження назви |
| ----------------- | ------------------- | --------- | ------------------------------------------------------------------------ | --- |
| Ауде Сінгел       | Oude Singel         | набережна | 52°9′44″ пн. ш. 4°29′35″ сх. д. / 52.16222° пн. ш. 4.49306° сх. д.       | «Старий канал» — на честь каналу Ауде-Вест, який до 1611 року був сінгелом — каналом, що оточував місто; також «сінгелом» називали шлях, який пролягав по протилежному берегу оборонного каналу |
| Ламмермаркт       | Lammermarkt         | площа     | 52°9′49″ пн. ш. 4°29′15″ сх. д. / 52.16361° пн. ш. 4.48750° сх. д.       | на честь ринку худоби, який існував тут у 1876–1969 роках |
| Ланге Схейстрат   | Lange Scheistraat   | вулиця    | 52°9′49″ пн. ш. 4°29′16″ сх. д. / 52.16361° пн. ш. 4.48778° сх. д.       | |
| Марепорткаде      | Marepoortkade       | набережна | 52°9′52″ пн. ш. 4°29′17″ сх. д. / 52.16444° пн. ш. 4.48806° сх. д.       | на честь брами Марепорт, яка існувала тут у 1627–1864 роках |
| Марктстег         | Marktsteeg          | провулок  | 52°9′49″ пн. ш. 4°29′19″ сх. д. / 52.16361° пн. ш. 4.48861° сх. д.       | |
| Моленверф         | Molenwerf           | вулиця    | 52°9′51″ пн. ш. 4°29′15″ сх. д. / 52.16417° пн. ш. 4.48750° сх. д.       | на честь вітряка De Valk |
| Ньїве-Бестенмаркт | Nieuwe-Beestenmarkt | площа     | 52°9′47″ пн. ш. 4°29′10″ сх. д. / 52.16306° пн. ш. 4.48611° сх. д.       | на честь ринку худоби, який існував тут у 1863–1969 роках |
| Ньїве Маре        | Nieuwe Mare         | набережна | 52°9′49″ пн. ш. 4°29′22″ сх. д. / 52.16361° пн. ш. 4.48944° сх. д.       | |
| Фоккеплейн        | Fokkeplein          | площа     | 52°9′48.3″ пн. ш. 4°29′13.8″ сх. д. / 52.163417° пн. ш. 4.487167° сх. д. | На честь Антоніса Йорісзона Фоккера (нід. Anthonis Jorisz. Focker), який володів нерухомістю у цьому районі близько 1622 року                                                                   |
| Фоккестрат        | Fokkestraat         | вулиця    | 52°9′49″ пн. ш. 4°29′12″ сх. д. / 52.16361° пн. ш. 4.48667° сх. д.       | На честь Антоніса Йорісзона Фоккера (нід. Anthonis Jorisz. Focker), який володів нерухомістю у цьому районі близько 1622 року                                                                   |